# Битва при Бертон-Бридже
Битва при Бертон-Бридже (англ. Battle of Burton Bridge) — одно из сражений Войны Диспенсеров, которое произошло 7—10 марта 1322 года у моста через реку Трент в Стаффордшире (Королевство Англия). Король Эдуард II, разбивший мятежных баронов Валлийской марки, двинулся в северные графства, чтобы разгромить графа Томаса Ланкастерского, а тот попытался остановить его у переправы через Трент. Граф постарался укрепить мост в Бертоне и направил несколько отрядов, чтобы помешать противнику переправиться в других местах.
7 марта Эдуард попытался перейти реку вброд у Уолтона, но потерпел неудачу: из-за наводнения уровень воды оказался слишком высоким. 10 марта король всё же перешёл реку. Томас после схватки отступил на север, поскольку убедился в численном превосходстве врага и понял, что его не поддержит стоявший неподалёку Роберт Холланд. Спустя несколько дней он был окончательно разбит при Боробридже и казнён за измену.